# Toleria
Toleria là một chi bướm đêm thuộc họ Sesiidae.

## Các loài
- Toleria abiaeformis  Walker, [1865]
- Toleria ilana  Arita & Gorbunov, 2001